# اچ‌ام‌ای‌اس گورانگی
اچ‌ام‌ای‌اس گورانگی (به انگلیسی: HMAS Goorangai) یک کشتی بود. این کشتی در سال ۱۹۱۹ ساخته شد.